# Lica (Eneide)
Lica è un personaggio dell'Eneide di Virgilio.

## Il mito

### Le origini
La vicenda di Lica è narrata nel decimo libro del poema: giovane suddito del re Latino, come molti altri prende parte alla guerra contro i troiani di Enea sbarcati nel Lazio in cerca di una nuova patria dopo la presa di Troia da parte dei Greci. Egli è anche consacrato a Febo Apollo in quanto venuto al mondo dopo un parto travagliatissimo, costato poi la vita a sua madre.

### La morte
" Inde Lichan ferit exsectum iam matre perempta

et tibi, Phoebe, sacrum: casus euadere ferri

quo licuit paruo? " 
(Virgilio, Eneide, libro X. vv.315-17)
 "  Ferisce poi Lica, un giorno estratto dal ventre dell'esanime madre 

 e consacrato a te, Febo; ma che gli valse da piccolo superare 

 la ventura del ferro?  " 
(traduzione di Francesco Della Corte)
Quella di Lica è nel poema una delle sorti più patetiche: uno strumento in ferro aveva reso possibile la sua nascita, ma ferrea è anche la spada di Enea che ora lo colpisce. Il guerriero latino appare dunque come un predestinato alla sciagura. Inoltre la forma verbale ferit lascia intendere che l'arma di Enea non causa istantaneamente la morte del giovane, e poiché d'altra parte Enea immediatamente dopo corre ad affrontare altri nemici, si deve dedurre che Lica non riceve il colpo di grazia ma rimane a lungo agonizzante sul terreno prima di esalare l'anima; una sofferenza atroce che fa da macabro pendant con quella che l'eroe aveva provato venendo alla luce.

### Fonti
- Virgilio, Eneide, libro X.

### Traduzione delle fonti
- Virgilio, Eneide, traduzione di Francesco Della Corte, in Enciclopedia Virgiliana, tomo VI.